# 한니발 (소설)
한니발(영어: Hannibal)은 미국의 범죄 스릴러 소설가인 토머스 해리스가 1999년에 발표한 소설이다. 발매순서는 3번째지만, 한니발 렉터 시리즈인 양들의 침묵(1988), 레드 드래곤(1981), 한니발 라이징(2007) 중 내용상 4 번째에 위치한다.
양들의 침묵에서 10년후를 다룬 내용으로, FBI 요원으로 크게 성공한 클라리스 스탈링과 어딘가에 은둔한 한니발 렉터 박사, 그리고 렉터에게 복수하려는 대재벌 메이슨이 중요인물로 등장한다.
2001년엔 리들리 스콧 감독에 의하여 영화로 만들어져 주목을 받았다. 전작인 양들의 침묵처럼 렉터 박사역은 안소니 홉킨스가 맡았지만, 클라리스 스탈링역의 조디 포스터가 출연을 거절하는 바람에 줄리안 무어 (Julianne Moore)가 대신 캐스팅 되었다. 또한 메이슨 역할엔 특수분장을 한 게리 올드만 (Gary Oldman)이 열연하였다.